# Åldertjärnarna (Hallens socken, Jämtland, 700224-139040)
Åldertjärnarna är en sjö i Åre kommun i Jämtland och ingår i Indalsälvens huvudavrinningsområde. Sjön har en area på 0,161 kvadratkilometer och ligger 750,2 meter över havet.

## Delavrinningsområde
Åldertjärnarna ingår i det delavrinningsområde (700188-138994) som SMHI kallar för Utloppet av Åldertjärnarna. Medelhöjden är 754 meter över havet och ytan är 1,43 kvadratkilometer. Räknas de 2 avrinningsområdena uppströms in blir den ackumulerade arean 3,43 kvadratkilometer. Vattendraget som avvattnar avrinningsområdet har biflödesordning 3, vilket innebär att vattnet flödar genom totalt 3 vattendrag innan det når havet efter 327 kilometer. Avrinningsområdet består mestadels av skog (85 procent). Avrinningsområdet har 0,22 kvadratkilometer vattenytor vilket ger det en sjöprocent på 15,1 procent.